# Antrum
Antrum, noto anche come Antrum - Il film maledetto o come Antrum - Il film maledetto è stato ritrovato (Antrum: The Deadliest Film Ever Made) è un film mockumentary horror del 2018 co-prodotto, scritto e diretto da Michael Laicini e David Amito.
Il film è suddiviso in 2 parti: una trama di apertura e di chiusura a cornice narrativa sotto forma di falso documentario e un film. Il documentario racconta la storia di Antrum, un fantomatico film uscito alla fine degli anni '70 che avrebbe effetti deleteri sugli spettatori, mentre la restante parte della pellicola viene presentata come l'unica versione ancora circolante dell'opera, adulterata, tuttavia, da terzi rispetto all'originale.
Antrum è stato sviluppato da Amito e Laicini, durante lo sviluppo di un progetto separato, in cui stavano facendo un brainstorming su possibili scenari che potevano includere nel film. L'idea centrale, che sarebbe poi diventata la base di Antrum, è nata dal concetto di come sarebbe guardare un presunto film "maledetto", che secondo i registi sarebbe un grande film horror. Per gli aspetti occulti del film, Amito e Laicini hanno studiato varie rappresentazioni storiche e culturali di demoni e diavoli, mentre ulteriori ispirazioni sono state tratte da un cortometraggio di David B. Earle intitolato Dining Room or There is Nothing, che Laicini ha affermato di aver visto mentre era a scuola di cinema. L'attrice americana Nicole Tompkins è stata scelta per il ruolo principale di Oralee, mentre l'attore bambino Rowan Smyth è stato scelto per il ruolo del fratello minore Nathan. Le riprese hanno avuto luogo nella California meridionale, per un periodo di un mese.
Il film è stato presentato in anteprima mondiale al Brooklyn Horror Film Festival il 14 ottobre 2018 ed è stato proiettato in altri festival cinematografici, dove è stato candidato per numerosi premi. Uncork'd Entertainment ha successivamente acquisito i diritti di distribuzione nel Nord America del film, successivamente rilasciato tramite Video on demand e servizi di streaming nell'autunno 2019. Ha ricevuto recensioni positive da parte della critica che ne ha elogiato l'atmosfera, la recitazione e la creatività, mentre alcuni hanno criticato il suo ritmo, la durata e la trama.

## Trama
Nel 1979, un film chiamato Antrum (girato in inglese ma apparentemente di origine bulgara) viene presentato per essere inserito in una varietà di festival cinematografici, ma nessuno lo accetta. Poco dopo ogni rifiuto, i vari direttori del festival muoiono in circostanze sospette. Passano diversi anni durante i quali il film rimane invisibile fino a quando non appare misteriosamente in un teatro a Budapest nel 1988 e in cui durante la proiezione scoppia un incendio che brucia lo stabile e uccide 56 persone. Inizialmente ritenuto il risultato di un proiettore difettoso, gli investigatori in seguito determinano che l’incendio è di origine dolosa, appiccato da alcuni spettatori presenti nell’edificio. Il film rimane di nuovo invisibile per molti anni fino a quando non viene proiettato in un teatro in California nel 1993. Prima del film, un dipendente aveva inserito del LSD nei pop-corn; la combinazione del farmaco e del film provoca una rivolta durante la quale una donna incinta viene uccisa. Dopo questa proiezione, tutte le copie del film sembrano svanire, guadagnandosi la reputazione di essere maledetto.
Nel 2018 una copia di Antrum affiora, spingendo una troupe di documentaristi a realizzare un cortometraggio sulla sua storia e sul suo impatto. Sebbene le origini del film rimangano sconosciute, scienziati ed esperti di cinema che hanno esaminato la bobina da 35 mm hanno determinato che, tra le altre proprietà uniche, il film utilizza suoni disorientanti e immagini subliminali. La troupe del documentario determina inoltre che frammenti in bianco e nero non correlati di un apparente film snuff sono stati inseriti nel film originale da terze parti. A questo punto il documentario si ferma affinché Antrum possa essere presentato nella sua interezza per la prima volta in venticinque anni.
Il film quindi inizia: protagonisti sono i fratelli Oralee e Nathan, il cui cane da compagnia, Maxine, è stato recentemente eutanizzato. Quando Nathan chiede se Maxine è andata in Paradiso, la loro madre risponde che, dato che era un cane cattivo, è andata all'inferno. Traumatizzato, Nathan inizia ad avere sogni inquietanti e visioni di demoni. Nel tentativo di alleggerire la sua mente, Oralee afferma di aver ottenuto un grimorio da un compagno di classe immaginario di nome Ike che sostiene di essere versato nell'occulto. Usando il libro (in effetti, uno sketchbook che Oralee ha riempito di disegni arcani e "incantesimi") porta Nathan in una foresta vicina, rinomata localmente come luogo di suicidi, dicendogli che è il luogo in cui Satana è caduto sulla Terra quando è stato cacciato via dal Paradiso e che se riescono a trovare il posto dove è atterrato, la coppia potrà scavare una buca per l'inferno e salvare Maxine. Oralee guida Nathan attraverso una serie di rituali, con l'intenzione di fare scoprire a Nathan il collare di Maxine nei boschi come un "segno" che le hanno salvato l'anima. Mentre la giornata avanza, Oralee è turbata nel constatare che i suoi "incantesimi" stanno avendo un effetto apparente sul mondo reale, evocando figure infernali reali. Inoltre, la coppia interrompe accidentalmente un uomo che tenta il seppuku (rituale per il suicidio) e passa inconsapevolmente vicino ad un cadavere in decomposizione di un suicida vicino al loro accampamento.
Durante la loro prima notte nel bosco, Nathan sgattaiola fuori dalla tenda e vede un traghettatore in un ruscello vicino ad una figura che assomiglia a Caronte che trasporta una donna nuda. Allo stesso modo sente una catena tintinnante che attribuisce a Cerbero. Il giorno successivo, Nathan e Oralee si imbattono in una coppia di cannibali che catturano e cucinano persone vive all'interno di una gigantesca statua di ferro di Bafometto, incluso l'uomo il cui tentativo di suicidio avevano poco prima interrotto. Quando i cannibali si rendono conto della loro presenza, Oralee tenta di portare se stessa e Nathan in salvo abbandonando il loro accampamento e remando a valle nella barca che Nathan aveva visto la sera prima; la coppia finisce per cadere in acqua. Oralee e Nathan arrivano a riva, solo per rendersi conto che si sono mossi in cerchio e sono tornati al loro accampamento. Mentre si nascondono per la notte, Oralee confessa lo stratagemma a Nathan, ma lui afferma di aver incontrato Ike. Nathan dice inoltre a Oralee che Ike gli ha detto di non fidarsi di lei.
La mattina dopo, i cannibali li catturano e tentano di cuocere Nathan, ma Oralee fugge dalla sua gabbia e libera il fratellino. Mentre Nathan fugge, Oralee afferra una pistola e spara a morte ai due uomini. Mentre vaga attraverso il bosco, Nathan si imbatte in un cane con la zampa incastrata in una trappola per orsi. Il bambino libera l'animale, prendendolo come un segno che ha liberato Maxine dall'inferno. Sullo schermo appare la scritta "The End"; il film riprende bruscamente, seguendo Oralee mentre corre attraverso i boschi, inseguita dai demoni e vivendo violente allucinazioni. Si nasconde nella loro tenda, puntando la pistola all'ingresso. Mentre Nathan si avvicina, Oralee in preda al panico apre il fuoco e il film finisce.
Il documentario riprende poco dopo, con gli studiosi che osservano una runa vista nel film appartenente a un demone di nome Astaroth; esempi della runa che appare in modo subliminale durante il film sono mostrati mentre gli storici raccontano tragedie attribuite al demone nel corso della storia.

## Produzione

### Sviluppo
«Un certo numero di persone sono morte, o sono state gravemente ferite durante o poco dopo aver visto questo film. Come risultato di questi incidenti Antrum scomparve, o fu deliberatamente sepolto da persone che erano preoccupate per la sua continua proiezione.»

— Una nota di uno dei produttori del film, che ricorda la storia immaginaria di Antrum.
Antrum è stato scritto, prodotto e diretto da David Amito e Michael Laicini. Lo sviluppo del film è iniziato mentre Amito e Laicini stavano lavorando allo sviluppo di un progetto separato, che hanno descritto come "una storia d'amore horror". Mentre lavoravano alla sceneggiatura di quel film, hanno iniziato a fare un brainstorming su possibili scenari che potevano includere nel film, in particolare quelli che li spaventavano. Come avrebbero ricordato in seguito in un'intervista con Rue Morgue, l'idea centrale è venuta dal concetto di come sarebbe guardare un presunto film "maledetto" con una storia di danni sulle persone che l'hanno visto. Sentendo che l'idea sarebbe stata un eccellente film horror, i realizzatori hanno iniziato a sviluppare una sceneggiatura basata sul concetto iniziale. In un'intervista con Rue Morge, sia Amito che Laicini hanno affermato che la trama del "film maledetto" è stata deliberatamente fatta apparire come se fosse "una favola oscura", con temi che trattano della perdita e delle ramificazioni morali della credenza. Ulteriore ispirazione è arrivata da un cortometraggio horror intitolato Dining Room or There is Nothing, che Laicini ha affermato di aver visto mentre frequentava la scuola di cinema, che gli ha lasciato un'impressione duratura. Per gli aspetti occulti di Antrum, Amito, e Laicini hanno studiato varie raffigurazioni storiche e culturali di demoni e diavoli per ispirazione, con i loro interessi condivisi nell'immaginario religioso e nel soprannaturale anche tenendo conto dello sviluppo della sceneggiatura del film. La maggior parte dei simboli e delle rune raffigurate nel film sono stati tratti da un testo del XVII secolo chiamato Piccola Chiave di Salomone.

### Cast
L'attrice americana Nicole Tompkins è stata scelta per il ruolo principale di Oralee. Tompkins aveva precedentemente recitato nei film del 2016 Opening Night e The Amityville Terror. Tompkins è stata immediatamente attratta dal ruolo dopo aver ricevuto la sceneggiatura del film durante la sua audizione, ricordando in seguito: "Quando ho ottenuto il materiale, mi è scattato davvero qualcosa. Mi sentivo come se avessi qualcosa da dire e qualcosa da portare nell'interpretazione e a quanto pare, il regista ha provato lo stesso perché eccoci qui!". Tompkins ha descritto il suo personaggio come incredibilmente intelligente e creativa, con le sue azioni motivate da un forte legame con suo fratello minore. L'attore bambino statunitense Rowan Smyth, che aveva precedentemente recitato nel film drammatico cristiano I Believe (2017), è stato scelto per interpretare il fratello minore di Oralee, Nathan.

### Riprese
Le riprese di Antrum sono durate per un mese nella California meridionale, sono state girate con un limitato budget con solo una manciata di personale di produzione che lavorava sul film, con Amito che in seguito ha rivelato in un'intervista con Rue Morgue: "Eravamo a corto di personale, scarsamente finanziati e impreparati per questo mese di riprese... eppure, in qualche modo un certo numero di elementi è appena atterrato sulle nostre gambe". Le scene che coinvolgono i personaggi di Tompkins e Smyth sono state girate in una foresta di proprietà privata di 100 acri, dove ai registi era stato concesso un permesso speciale per le riprese. L'attrice Tompkins ha parlato molto positivamente della sua esperienza di lavoro sul film, definendolo sia stimolante che gratificante, e ha descritto il suo rapporto di lavoro con i registi Amito e Laicini come molto "in sincronia" tra loro.

## Distribuzione
Antrum è stato presentato in anteprima mondiale al Brooklyn Horror Film Festival il 14 ottobre 2018. È stato successivamente proiettato al Festival internazionale del cinema fantastico di Bruxelles il 18 aprile 2019. Il 1 settembre 2019 è stato proiettato all'Horrible Imaginings Film Festival. Faceva parte della selezione ufficiale di film al Sitges Film Festival, con la proiezione che si svolgeva il 1º ottobre 2019. Il 1º novembre 2019, è stato proiettato al Morbido Film Festival. È stato proiettato l'ultima volta al Night Visions International Film Festival il 20 novembre 2019.

### Home media
Successivamente è stato annunciato che la Uncork'd Entertainment aveva acquisito i diritti di distribuzione in Nord America di Antrum e aveva pianificato di rilasciarlo tramite video on demand e servizi di streaming nell'autunno 2019. Antrum è stato rilasciato tramite video on demand e VHS in edizione speciale negli Stati Uniti e in Canada il 12 novembre 2019. Antrum sarebbe poi diventato il film di tendenza n.1 su Amazon Prime Video. È stato annunciato che il film sarebbe stato distribuito anche in Giappone all'inizio di febbraio 2020, e in seguito sarebbe stato pubblicato il 7 febbraio in home media.
In Italia il film è stato pubblicato su Prime Video a giugno 2020 in lingua originale con possibilità di aggiungere i sottotitoli in italiano, a novembre è stato aggiunto il doppiaggio in italiano, e rimosso la lingua originale, con possibilità di aggiungere i sottotitoli in italiano.

## Accoglienza

### Critica
La risposta critica per Antrum è stata per lo più positiva, con i critici che hanno elogiato l'atmosfera snervante del film, lo stile retrò degli anni '70 e hanno confuso i confini tra finzione e realtà. Anya Stanley di Dread Central ha valutato il film tre stelle su cinque, scrivendo: "Antrum è un'indulgenza multistrato dell'immaginazione che utilizza sia la narrativa interna sia una struttura di mockumentary per confondere il confine tra finzione e realtà". Dolores Quintana di Nightmarish Conjurings lo ha definito "un film affascinante e profondamente strano che striscia sotto la pelle", lodando l'atmosfera del film, lo stile onirico, la fotografia e le performance. Kat Hughes di The Hollywood News ha assegnato al film tre stelle su cinque, elogiando l'atmosfera del film, la confusione della finzione e della realtà, il crescente senso di disagio e la ricreazione del cinema in stile anni '70, criticando lo sviluppo del personaggio del film. Martin Unsworth di Starburst Magazine ha dato al film un punteggio di otto stelle su dieci, lodando la trama, le performance, la colonna sonora, le immagini e l'autentico stile degli anni '70, definendolo "un'esperienza inquietante". Deirdre Crimmins di Rue Morgue ha offerto al film simili elogi, scrivendo: "Teso e snervante, imprevedibile e meschino, Antrum - Il film maledetto aggiunge livelli al terrificante potere del cinema".
Il film non è stato privo di detrattori. Sul suo sito web, Kim Newman notò che, mentre il film era "tecnicamente ambizioso" e lodava alcuni dei suoi elementi visivi, la sua sottile trama, la ripetitività e gli elementi documentari non convincenti lo hanno minato. Roger Moore di Roger's Movie Nation è stato molto critico nei confronti del film, affermando che "Antrum - Il film maledetto non è abbastanza amatoriale da essere abbastanza affascinante o professionale da portare a termine il lavoro." Mike Sprague di Joblo ha valutato il film con un punteggio misto di cinque su dieci, elogiando l'intrigante premessa e la colonna sonora del film, ma ha anche affermato che il film non ha sfruttato appieno la sua premessa, e ha criticato le sue qualità "amatoriali" e la generale mancanza di paura.

## Riconoscimenti
- 25 ottobre 2018 – Premio Nightmares Film Festival[26][27]
  - Candidato - Miglior film horror a David Amito e Michael Laicini
  - Candidato - Miglior regista a David Amito e Michael Laicini
  - Candidato - Miglior fotografia a Maksymilian Milczarczyk